# Bernard te Gempt
Bernard te Gempt, né le 25 avril 1826 à Batenburg, village dépendant de Wijchen, et mort le 2 janvier 1879 à Amsterdam, est un peintre animalier néerlandais. 

## Biographie

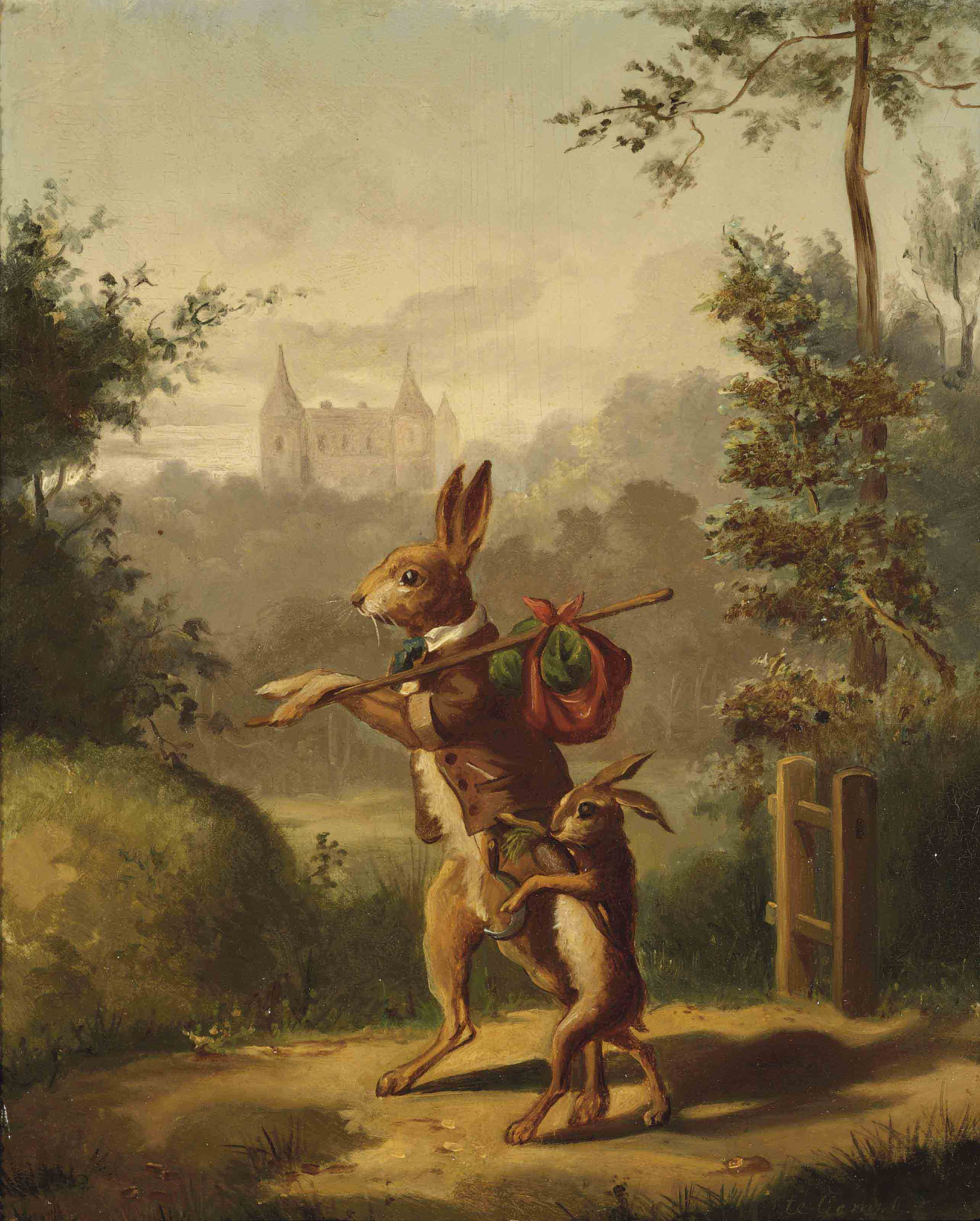
Deux lapins avec un sac à dos.

Bernard te Gempt naît le 25 avril 1826 à Wijchen,.
Ses parents souhaitent le former comme pasteur puis comme marchand. Bernard te Gempt étudie en privé avec Johannes Franciscus Christ (1790-1845) à Nimègue et à partir de 1850 à la Koninklijke Akademie van Beeldende Kunsten (de) à Amsterdam avec Jan Willem Pieneman et Nicolaas Pieneman.
Après ses études, il se consacre presque exclusivement à la peinture animalière. Il peint également des tableaux satiriques mettant en scène des chiens, tels que Le Congrès de la Paix à Paris où il représente en chiens les participants à l'une des rencontres tenue à Paris en février-mars 1856 pour aboutir au traité de Paris qui met fin à la guerre de Crimée, La pétition du chien et Le chasseur de mouches.

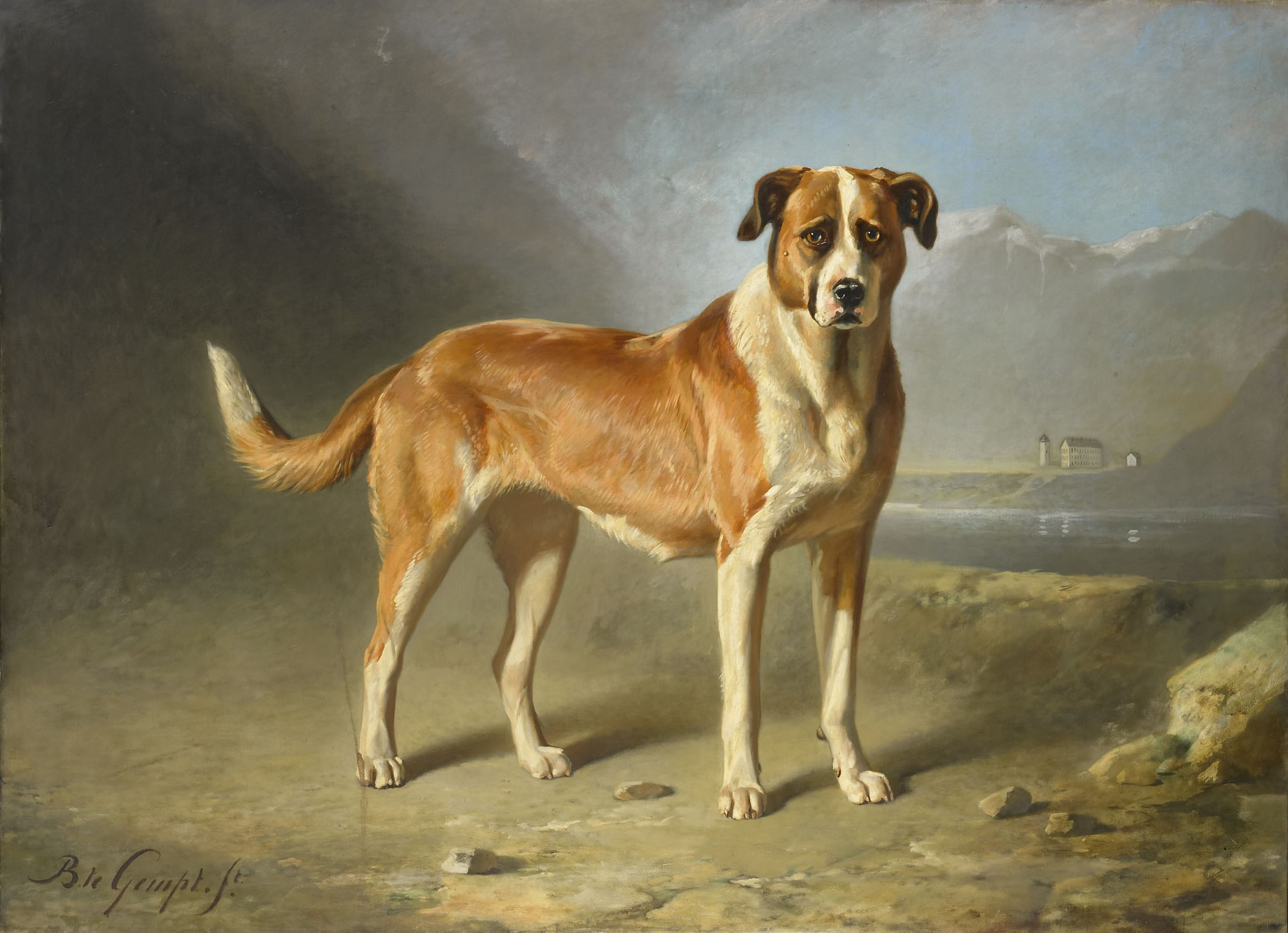
Sint Bernardshond (chien Saint-bernard), huile sur toile, vers 1850-1879, Amsterdam, Rijksmuseum

Grâce à la bourse royale, il entreprend des voyages d'études en Belgique, en France, en Suisse et en Italie. Il devient membre de l'Académie royale en 1850.
De 1865 à 1867, il travaille avec Frederik Hendrik van Moorsel (1831-1901) comme photographe au studio "Te Gempt & Van Moorsel".
En 1872, il s'installe dans le village de Hoedekenskerke dans la commune de Borsele et en 1874 dans le village de Kapelle.
Il se suicide le 2 janvier 1879 à Amsterdam.